# Orientmaskuggla
Orientmaskuggla (Phodilus badius) är en asiatisk fågel i familjen tornugglor inom ordningen ugglefåglar.

## Utseende och läte
Orientmaskugglan är en rätt liten (23–29 cm) uggla med korta ben och vingar, och korta örontofsar som sticker ut från huvudsidorna och en V-formad, gråskär ansiktssköld. Undersidan är också gråskär med små, svart prickar, medan ovansidan är kastanjebrun och beige med svarta fläckar och band. Lätet är en serie med uppböjda visslingar.
Ceylonmaskugglan, tidigare och av vissa fortfarande behandlad som en underart, är mörkare ovan med större vita fläckar. Även lätet skiljer sig, en serie med klagande och darrande visslande toner, mer komplex och mycket långsammare än orientmaskugglans.

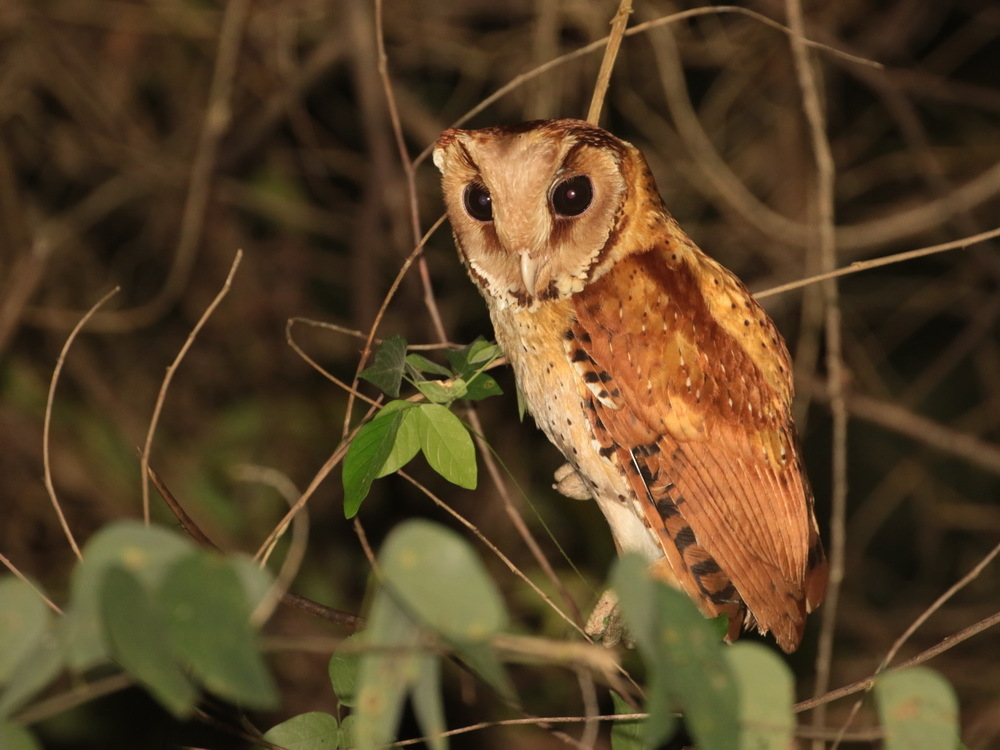

## Utbredning och systematik
Orientmaskuggla delas in i fyra underarter med följande utbredning:
- Phodilus badius saturatus – Sikkim och nordöstra Indien till södra Kina, Myanmar, Thailand, Indokina
- Phodilus badius badius – Malackahalvön, Borneo, Sumatra, Java och ön Nias
- Phodilus badius arixuthus – ön Bunguran (Natunaöarna)
- Phodilus badius parvus – ön Belitung (utanför sydvästra Borneo)

Tidigare inkluderades ceylonmaskuggla (P. assimilis) i orientmaskugglan.

## Status och hot
Arten har ett stort utbredningsområde och populationsutvecklingen anses stabil. Utifrån dessa kriterier kategoriserar IUCN arten som livskraftig (LC).